# Znárodnění v Jugoslávii

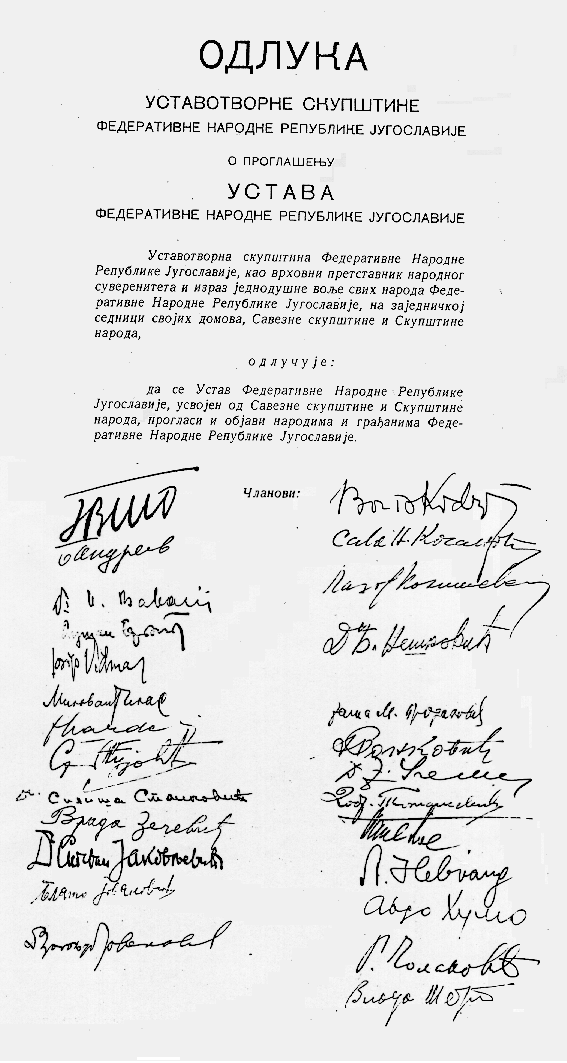
Ústava Jugoslávie z roku 1946, která definovala možnosti znárodňování majetku.

Znárodnění bylo uskutečněno v Jugoslávii nedlouho poté, co se k moci dostali komunisté, tj. po druhé světové válce. Klíčovou roli v znárodňovacím procesu v zemi hrál Boris Kidrič.

## Zemědělská půda a lesy
Znárodňování bylo prováděno zpočátku již v roce 1944, kdy ve východních částech země skončily bojové operace. V roce 1945 byla provedena agrární reforma, kterou stát získal od soukromých vlastníků (sedláků, bank, podnikatelů, firem, akciových společností, církví a náboženských společností) rozsáhlé zemědělsky využitelné pozemky. Konfiskován byl rovněž majetek Němců, kteří byli vyhnáni ze země. Ten byl následně přerozdělen kolonistům z chudých oblastí země (např. Hercegoviny, Kordunu a Liky). Byly zahájeny podmínky pro kolektivizaci. Tento postup schválil AVNOJ v roce 1944, a v roce 1945 byl včleněn do Zákona o občanství, který umožňoval odebrání občanství občanům těch zemí, kteří byli s Jugoslávií ve válce.
Znárodnění pozemků bylo prováděno pod heslem odebírání majetku válečným profitérům, či ještě rozhodnějším a levicovějším Majetek je krádež! (srbochorvatsky Imovina je krađa!) Kromě konfiskace pozemků byly postupně obsazovány strategické průmyslové podniky.
Dalším krokem pro rozsáhlé vyvlastňování majetku bylo schválení nové ústavy v roce 1946, která takový postup umožňovala, dávala mu ale jasně omezená pravidla.

## Banky
Dne 22. září 1946 schválil ÚV SKJ centralizaci bankovního systému, která měla být provedena tak, že budou existovat pouze dvě hlavní banky; jedna bude poskytovat krátkodobé úvěry (Národní banka Jugoslávie) a druhá bude sloužit pro poskytování dlouhodobých půjček. Z Hypoteční banky tak vznikla Investiční banka Jugoslávie.

## Průmysl
Na konci roku 1946 byl poté schválen zákon o znárodnění velkých podniků (5. prosince ). Jugoslávští komunisté poté zadali svazové plánovací komisi úkol vybudovat obecný plán hospodářského rozvoje tak, aby bylo možné národní hospodářství transformovat směrem k plánované ekonomice. O rok později byl přijat svazovou skupštinou Zákon o pětiletém plánu, který počítal s jeho průběhem po vzoru SSSR. V prosinci 1946 byly největší národní podniky v zemi znárodněny a dány pod správu jednotlivých ministerstev. Jednotlivá ředitelství státních, nebo republikových ministerstev následně připravila plány, kterými řídila jednotlivé podniky. Znárodněno bylo 42 odvětví průmyslu.
Samotné znárodnění těžkého průmyslu bylo uskutečněno pouze formálně, neboť majetek zahraničních investorů sice patřil cizím firmám, spravoval jej však již od konce války stát. Tím se jugoslávský stát zbavil zahraničního kapitálu, který v některých oblastech (např. těžby nerostných surovin) představoval až 50 %. Obsazení jednotlivých podniků se uskutečnilo již v letech 1944 a 1945; 82 % průmyslových podniků v zemi začal spravovat stát. 27 % podniků v Jugoslávii bylo sekvestrováno (tj. formálně patřily soukromým subjektům, nicméně ty s nimi nesměly hospodařit, to se týkalo především zahraničních vlastníků) a 55 % bylo jednoduše konfiskováno. Původním vlastníkům podniků byla nicméně vyplacena náhrada ve výši hodnoty aktiv podniků v době jejich převzetí. Nebyly jim však vypláceny peníze, ale státní dluhopisy.
Pro jugoslávské komunisty mělo znárodnění těžkého průmyslu klíčový význam, neboť byli přesvědčeni o tom, že jen jeho rozvoj dokáže ekonomicky pozvednout celou zemi. Pro to však za nezbytné vnímali především vznik velkých státních podniků, rozsáhlých plánů rozvoje podle vzoru SSSR a rozdělení země na velké ekonomické rajóny (Bosna-Makedonie, Srbsko-Vojvodina-Slavonie, Bosna a Hercegovina-Černá Hora, Chorvatsko-Slovinsko-Istrie). Po roce 1946 sice i nadále existovaly soukromé podniky, jejich dopad na národní hospodářství celé země však byl zanedbatelný. Jednalo se především o malé subjekty. 

## Nemovitosti a malé podniky
Druhý Zákon o znárodnění soukromých hospodářských podniků byl přijat v roce 1948.  Menší průmyslové podniky byly poté převedeny od soukromých vlastníků v dubnu téhož roku. Soukromí podnikatelé přišli o menší továrny, ale také o hotely a různé další nemovitosti. Stát získal všechny pojišťovny, nemocnice, lázně, kulturní instituce apod., které byly do té doby v soukromých rukou.
Stavební pozemky a budovy v nájmu byly znárodněny třetím zákonem o znárodnění, který svazová skupština přijala v roce 1958. Každému, kdo vlastnil více než dva byty byl znárodněn třetí, pokud měl tři byty malé, potom čtvrtý. Stavební pozemky sice byly převedeny státu, nicméně původní vlastník získal právo je využívat ve smyslu výstavby nového domu, pokud mu místní obec toto právo schválila.

## Církve a náboženské společnosti
Církve a náboženské společnosti přišly o všechny svoje pozemky po roce 1958 s výjimkou těch objektů, které sloužily výslovně pro náboženské účely. Islámské nadace v Bosně a Hercegovině tak přišly o veškerý majetek s výjimkou mešit. Židovským komunitám byly rovněž odebrány rozsáhlé pozemky, což podpořilo emigraci jugoslávských Židů do nově vzniklého státu Izrael. Římskokatolická církev upozorňovala jednotlivé republikové vlády, které se připravovaly na převzetí majetku, že některé objekty nemají vyjasněn status ohledně toho, zdali slouží výslovně pro náboženské účely, či nikoliv. Po odebrání majetku v roce 1959 požádali představitelé katolické církve formální cestou o její okamžité navrácení. Srbská pravoslavná církev ztratila znárodněním 1181 objektů a 70 000 ha pozemků. Kláštery ztratily pozemky, na kterých mniši hospodařili. Zákon o znárodnění rovněž odstřihl církve a náboženské společnosti od zdrojů příjmů. 